# Нолл, Джон
Джон Нолл (англ. John Knoll, род. в 1962 г.) — американский специалист по спецэффектам. Более 20 лет проработал в студии Industrial Light & Magic (ILM). Создатель спецэффектов к таким известным сериям фильмов, как «Миссия невыполнима», «Звёздные войны» и «Пираты Карибского моря». Младший брат программного инженера Томаса Нолла.

## Биография

### Ранние работы
Джон Нолл родился в начале 60-х годов (1962) в городе Анн-Арбор (штат Мичиган). Его отец, Гленн Нолл (англ. Glenn Knoll), занимался фотографией, а Джон с детства увлекался кинематографом и интересовался процессом создания спецэффектов. Особенно сильное впечатление на него произвели «Звёздные войны» (1977). А в 1978 году, посетив студию ILM, он увидел этот процесс вживую и решил стать специалистом по спецэффектам.
Нолл поступил в школу кинематографа (англ. USC School of Cinema) и стал бакалавром искусств в области кинопродукции. Некоторое время был фрилансером, создавая модели для различных студий Лос-Анджелеса.
В последний год своего обучения (1985) Нолл занимался в специализированном классе анимации и построил там систему контроля движения из анимационного стенда, компьютера Apple II, контроллера фрезерного станка и нескольких электродвигателей. Руководство ILM, впечатлённое учебным фильмом Нолла, взяло его на работу в качестве технического ассистента при съёмках контроля движения. Эта технология, которая впервые была использована в фильме «Звёздные войны» (1977) для наложения нескольких объектов на одну и ту же последовательность кадров, стала первым применением компьютера в кинематографе.
Первым фильмом, над которым работал Нолл, была картина Фрэнсиса Копполы «Капитан Ио» (1986) с Майклом Джексоном в главной роли. В последующие три года Нолл участвовал в создании ещё нескольких картин, включая две части сериала «Звёздный путь» (англ. Star Trek). Но настоящим прорывом стала «Бездна» (1989).
Для «Бездны» требовалось создать полностью компьютерного персонажа — жидкое существо, состоящее из воды и умеющее принимать облик других персонажей. Супервайзингом визуальных эффектов занимался Деннис Мьюрен, а Нолл помогал в создании программного обеспечения.
В ILM к тому времени уже существовал небольшой отдел, занимавшийся исследованиями и разработкой компьютерной графики. Ноллу очень нравилась как идея, так и процесс, и он начал в свободное время экспериментировать в этой области. Вскоре вместе со своим братом Томасом Ноллом он написал компьютерную программу для Macintosh и назвал её «Photoshop 0.63». «Photoshop» использовался в «Бездне» наряду с программами трёхмерного моделирования и сильно помогал сглаживать артефакты изображения. Фильм едва окупился (54 млн кассовых сборов при бюджете от 40 до 60 млн, по разным данным), но получил множество наград и признание за прорыв в визуальных эффектах, войдя в историю кинематографа.
В 1990 году компания Adobe купила Photoshop, доработала его до версии 1.0 и выпустила уже официально. Вскоре он стал самым популярным в мире редактором графических изображений.
Джона Нолла утвердили в должности супервайзера визуальных эффектов. Его опыт съёмок в сочетании с знанием цифровых технологий помогал находить для визуальных эффектов новые решения.
В середине 1990-х он снова участвовал в съёмках сериала «Звёздный путь», на этот раз в качестве художника-аниматора. Серьёзным прорывом в компьютерной анимации стало создание энергетической «ленты» в сцене взрыва планеты Веридан III. До сих пор трёхмерные эфемерные объекты создавались с помощью обычной мультипликации. Также Нолл разработал получивший широкую известность облик баджорского корабля.

### Звёздные войны
В 1996 году Джордж Лукас пригласил Нолла участвовать в создании эффектов к «Звёздным войнам». С Лукасом Нолл работал ещё в 1988 году на съёмках фильма «Виллоу», но в ILM он пришёл уже после выхода трилогии. И все-таки ему удалось поработать над оригинальными «Звёздными войнами», потому что Лукас задумал к 20-летию Саги выпустить специальное издание, с полностью обновленными компьютерными спецэффектами. Перед Ноллом стояла непростая задача — создать эффекты к уже готовому фильму, снятому без расчёта на применение компьютерной графики.
Кропотливая работа принесла свои плоды — новые эффекты смотрелись абсолютно органично. Удалось даже вставить в фильм несколько сцен, для которых во время съёмок просто не было технических возможностей. Например, сцена разговора Хана Соло с Джаббой Хаттом в порту Мос-Эйсли (Эпизод IV) была вставлена в фильм только в 1997 году, когда аниматоры Нолла смогли создать реалистичного компьютерного Джаббу. В оригинальной сцене гангстера представлял человек в меховом костюме, выглядевший довольно несуразно, и сцену убрали из финального монтажа.
Немало работы пришлось проделать и по восстановлению. Некоторые фрагменты негативов были повреждены, и Ноллу приходилось обрабатывать изображение просто для того, чтобы оно стало таким же, как в 80-х.
Сразу после переиздания Оригинальной Трилогии Лукас стал снимать приквел к «Звёздным войнам» — «Скрытую угрозу». Нолл, наряду с Мьюреном, был супервайзером визуальных эффектов. «Самое забавное при написании проекта — это то, что я не был ничем ограничен — говорил Лукас. — Что бы мне ни взбрело в голову, я мог записать это в сценарий и сказать: „Об этом мы будем волноваться позже“». В обычных фильмах того времени было по 300—500 кадров с визуальными эффектами, Лукас же задумал почти две тысячи кадров. Сложным был практически каждый кадр, но команда ILM приступила к работе — и снова принципиально подняла планку визуальных эффектов для всего мира.
Для «Эпизода I» разработали не один десяток новых технологий. Специалисты ILM изучали поведение тканей при движении, занимались синтетической генерацией ландшафта, создавали чрезвычайно насыщенные сцены с участием сотен компьютерных персонажей. Одной из самых революционных стала сцена гонок на карах: пустыня, небо, кары, персонажи, ими управляющие — всё было нарисовано группой художников.
Второй Эпизод («Атака клонов», 2002) стал очередным прорывом. Предполагаемое количество кадров с визуальными эффектами было столь велико, что Лукас принял беспрецедентное решение снимать фильм полностью на цифровой носитель. Клоны, дроиды и техника в батальных сценах были компьютерными. Во всех сложных и опасных сценах использовались цифровые двойники актёров. Вместо использования статистов в большинстве сцен также применены компьютерные персонажи — парадоксальным образом это стало и проще, и дешевле.
В «Атаке Клонов» не только существенно увеличилось количество цифровых персонажей, но и возросли их возможности. В «Скрытой Угрозе» в качестве эксперимента в одной из сцен была использована компьютерная модель Йоды. Во втором же эпизоде этот персонаж полностью цифровой. Аниматоры долго и кропотливо трудились над моделью, стараясь скопировать малейшие особенности строения и движений куклы из V Эпизода (1980). В итоге Йода получился весьма реалистичным. Недостатки модели с лихвой оправдывались захватывающей сценой боя на световых мечах, которую другими методами было бы попросту невозможно снять.
В Третьем Эпизоде (2005) благодаря накопленному опыту удалось показать такие эпические сцены, как битва на орбите Корусанта (около сотни космических кораблей), бой в зале Сената, дуэль на огненной планете Мустафар. Картина приобрела невиданный размах, но, с другой стороны, некоторые сцены выглядели чересчур искусственно.
В конце 2005 года вышла книга Нолла «Создание миров Звёздных Войн: 365 дней» (англ. Creating the Worlds of Star Wars: 365 Days), в которой он описал свою работу над Третьим эпизодом и все миры, которые ему пришлось создать.

### Пираты Карибского моря
В 2003 году Гор Вербински и Джерри Брукхаймер выпустили на экраны первую часть эпопеи «Пираты Карибского моря». Для всех трёх фильмов визуальные эффекты делал Нолл.
В первом фильме (Пираты Карибского моря: Проклятие «Чёрной жемчужины») основной задачей был достоверный морфинг пиратов капитана Барбоссы в живых мертвецов и анимация самих мертвецов. Вместо того, чтобы сделать их безликими скелетами, Нолл пошёл более сложным путём. Каждый скелет передавал индивидуальность пирата, их легко можно было отличить друг от друга.
Несмотря на то, что водой Нолл занимался ещё с «Бездны», создание компьютерной воды по-прежнему было сложной задачей. Ночью или при шторме недостатки воды ещё как-то скрадывались, но при съёмках дневных сцен Нолл предпочитал использовать настоящие модели кораблей, плавающие в бассейнах.
Второй фильм поставил перед Ноллом и его командой куда более сложные задачи. Из всей команды «Летучего Голландца» только Прихлопа Билла Тёрнера играл живой актёр. Остальные, включая капитана, — компьютерные модели.
Нолл говорил, что ему не нравится клише «эффекты хороши, когда их не видно». Ему всегда нравилось снимать «дерзкие», ураганные сцены. Так и здесь — уровень технологии позволял сделать компьютерных чудищ неотличимыми от людей в костюмах, но Нолл постарался придать моделям такую форму, чтобы было понятно — человеку там просто негде поместиться.
Модели не основывались на игре актёров, как это делается обычно. Их облик базировался лишь на скетчах, а актёров использовали только для создания естественной анимации по технологии motion Capture. Тем не менее, все персонажи крайне реалистичны.
Совсем другой была ситуация с капитаном «Летучего Голландца» Дейви Джонсом. Здесь требовалась другая крайность — надо было максимально сохранить игру Билла Найи (англ. Bill Nighy). В частности, вначале у модели оставались глаза актёра — режиссёр опасался, что компьютерные глаза не смогут передать всего спектра эмоций. Но в некоторых сценах художники и аниматоры, проделав колоссальную работу, наделили Джонса крайне реалистичными рисованными глазами.
Ради капитана Джонса Нолл с коллегами придумали новую разновидность технологии motion capture. В традиционном варианте технологии актёр или каскадер играет свою роль в гордом одиночестве, в закрытой студии, на фоне голубого экрана и в окружении 12-15 цифровых камер. При этом актёр одет в облегающий чёрный костюм, усыпанный светочувствительными точками-маркерами. Камеры считывают данные с маркеров в компьютер, и по полученному виртуальному каркасу аниматоры рисуют окончательный облик персонажа.
Для вторых «Пиратов…» этот вариант не подходил: кинематографисты хотели снимать на фоне живописной островной натуры, а не в четырёх стенах. Кроме того, в фильме намечалось много сцен, в которых были заняты как цифровые, так и настоящие актёры. Поэтому сотрудники ILM предложили систему под названием Imocap, которая позволяла проводить motion capture за пределами специально оборудованной студии и с помощью всего двух видеокамер. Новые костюмы с маркерами были лёгкими и прочными, так как им предстояло подвергаться воздействию солнца, песка и океанского ветра. Новые камеры были переносными, с лёгкими штативами, и устанавливались рядом с камерами главного оператора картины, снимая те же ракурсы.
Запись данных проходила во время обычных съёмок, и человек в костюме с маркерами находился бок о бок с другими актёрами. Их взаимодействие позволило обогатить фильм нюансами и деталями, которые, по мнению Нолла, пропадают в стерильной атмосфере студии motion capture.
«Наша философия, — говорил Нолл, — состояла в том, что исполнители всех ролей должны присутствовать на съёмочной площадке, чтобы режиссёру было кем руководить, оператору было кого снимать, осветителям было кого освещать, а у монтажёра была возможность монтировать. Мы хотели сохранить стилистическое единство»
В 2007 году за визуальные эффекты к «Сундуку мертвеца» Нолл получил премию «Оскар». А через несколько месяцев на экраны вышла третья часть — «Пираты Карибского моря: На краю света» — с ещё более сложными сценами и персонажами. В третьей части были применены некоторые новые решения — например, в развитие идеи «синего экрана» для представления дискретных рассыпчатых объектов (крабы) используются синие шарики. А в сцене с водоворотом наконец представлена реалистичная компьютерная вода.

## Личная жизнь
У Нолла есть жена Дженнифер и четверо детей — Сара, Лиза, Александр и Джейн.

## Фильмография

### Оператор камеры с контролем движения
- 1986 — Капитан Ио / Captain EO
- 1986 — Золотой ребёнок / The Golden Child
- 1986 — Звёздный путь 4: Путешествие домой / Star Trek IV: The Voyage Home
- 1987 — Звёздный путь: Следующее поколение / Star Trek: The Next Generation
- 1987 — Империя Солнца / Empire of the Sun
- 1987 — Внутреннее пространство / Innerspace
- 1988 — Уиллоу / Willow

### Супервайзер визуальных эффектов
- 1990 — Охота за «Красным октябрём» / The Hunt for the Red October
- 1990 — Космические агрессоры / Spaced Invaders
- 1991 — Капитан Крюк / Hook
- 1991 — Гудзонский ястреб / Hudson Hawk
- 1994 — Младенец на прогулке, или Ползком от гангстеров / Baby’s Day Out
- 1994 — Звёздный путь: Поколения / Star Trek VII: Generations
- 1996 — Миссия невыполнима / Mission: Impossible
- 1996 — Звёздный путь: Первый контакт / Star Trek VIII: First Contact
- 1997 — Звёздные войны: Специальное издание / Star Wars Special Edition
- 1999 — Глубокое синее море / Deep Blue Sea
- 1999 — Звёздные войны. Эпизод I: Скрытая угроза / Star Wars Episode I: The Phantom Menace
- 2000 — Миссия на Марс / Mission to Mars
- 2002 — Звёздные войны. Эпизод II: Атака клонов / Star Wars Episode II: Attack of the Clones
- 2003 — Пираты Карибского моря: Проклятие «Чёрной жемчужины» / Pirates of the Caribbean: The Curse of the Black Pearl
- 2005 — Звёздные войны. Эпизод III: Месть ситхов / Star Wars Episode III: Revenge of the Sith
- 2006 — Пираты Карибского моря: Сундук мертвеца / Pirates of the Caribbean: Dead Man’s Chest
- 2007 — Пираты Карибского моря: На краю света / Pirates of the Caribbean: At World’s End
- 2008 — Спиди-гонщик / Speed Racer
- 2009 — Шопоголик / Confessions of a Shopaholic
- 2009 — Аватар / Avatar
- 2011 — Ранго / Rango
- 2011 — Хранитель времени / Hugo
- 2011 — Миссия невыполнима: Протокол «Фантом» / Mission: Impossible — Ghost Protocol
- 2013 — Тихоокеанский рубеж / Pacific Rim
- 2015 — Земля будущего / Tomorrowland
- 2016 — Изгой-один. Звёздные войны: Истории / Rogue One: A Star Wars Story (также сценарист и продюсер)

### Другое
- 1987 — Звёздный путь: Следующее поколение / Star Trek: The Next Generation — художник по эффектам «Enterprise»
- 1989 — Бездна / Abyss — дизайнер компьютерной графики
- 1995 — Звёздный путь: Глубокий космос 9 / Star Trek: Deep Space Nine — компьютерная анимация
- 2007 — 5-25-77 — консультант по визуальным эффектам
- 2009 — Гарри Поттер и Принц-полукровка / Harry Potter and the Half-Blood Prince — цифровой художник
- 2011 — Супер 8 / Super 8 — цифровой художник

## Награды и номинации
| Категория                                                                           | Год     | Фильм                                                                        | Итог      |
| «Оскар»                                                                             | «Оскар» | «Оскар»                                                                      | «Оскар»   |
| ----------------------------------------------------------------------------------- | ------- | ---------------------------------------------------------------------------- | --------- |
| Лучшие визуальные эффекты                                                           | 2000    | • Звёздные войны. Эпизод I: Скрытая угроза                                   | Номинация |
| Лучшие визуальные эффекты                                                           | 2003    | • Звёздные войны. Эпизод II: Атака клонов                                    | Номинация |
| Лучшие визуальные эффекты                                                           | 2004    | • Пираты Карибского моря: Проклятие «Чёрной жемчужины»                       | Номинация |
| Лучшие визуальные эффекты                                                           | 2007    | • Пираты Карибского моря: Сундук мертвеца                                    | Награда   |
| Лучшие визуальные эффекты                                                           | 2008    | • Пираты Карибского моря: На краю света                                      | Номинация |
| Лучшие визуальные эффекты                                                           | 2017    | • Изгой-один. Звёздные войны: Истории                                        | Номинация |
| «BAFTA»                                                                             |         |                                                                              |           |
| Лучшие визуальные эффекты                                                           | 2000    | • Звёздные войны. Эпизод I: Скрытая угроза                                   | Номинация |
| Лучшие визуальные эффекты                                                           | 2004    | • Пираты Карибского моря: Проклятие «Чёрной жемчужины»                       | Номинация |
| Лучшие визуальные эффекты                                                           | 2007    | • Пираты Карибского моря: Сундук мертвеца                                    | Награда   |
| Лучшие визуальные эффекты                                                           | 2008    | • Пираты Карибского моря: На краю света                                      | Номинация |
| Лучшие визуальные эффекты                                                           | 2014    | • Тихоокеанский рубеж                                                        | Номинация |
| Лучшие визуальные эффекты                                                           | 2017    | • Изгой-один. Звёздные войны: Истории                                        | Номинация |
| «Сатурн»                                                                            |         |                                                                              |           |
| Лучшие спецэффекты                                                                  | 1997    | • Звёздный путь: Первый контакт                                              | Номинация |
| Лучшие спецэффекты                                                                  | 2000    | • Звёздные войны. Эпизод I: Скрытая угроза                                   | Награда   |
| Лучшие спецэффекты                                                                  | 2003    | • Звёздные войны. Эпизод II: Атака клонов                                    | Награда   |
| Лучшие спецэффекты                                                                  | 2004    | • Пираты Карибского моря: Проклятие «Чёрной жемчужины»                       | Номинация |
| Лучшие спецэффекты                                                                  | 2006    | • Звёздные войны. Эпизод III: Месть ситхов                                   | Номинация |
| Лучшие спецэффекты                                                                  | 2007    | • Пираты Карибского моря: Сундук мертвеца                                    | Награда   |
| Лучшие спецэффекты                                                                  | 2008    | • Пираты Карибского моря: На краю света                                      | Номинация |
| Лучшие спецэффекты                                                                  | 2014    | • Тихоокеанский рубеж                                                        | Номинация |
| Лучшие спецэффекты                                                                  | 2017    | • Изгой-один. Звёздные войны: Истории                                        | Награда   |
| «Спутник»                                                                           |         |                                                                              |           |
| Лучшие визуальные эффекты                                                           | 1997    | • Звёздный путь: Первый контакт                                              | Номинация |
| Лучшие визуальные эффекты                                                           | 2004    | • Пираты Карибского моря: Проклятие «Чёрной жемчужины»                       | Номинация |
| Лучшие визуальные эффекты                                                           | 2005    | • Звёздные войны. Эпизод III: Месть ситхов                                   | Награда   |
| Лучшие визуальные эффекты                                                           | 2006    | • Пираты Карибского моря: Сундук мертвеца                                    | Награда   |
| Премия Общества специалистов по визуальным эффектам (Visual Effects Society Awards) |         |                                                                              |           |
| Best Visual Effects in an Effects Driven Motion Picture                             | 2003    | • Звёздные войны. Эпизод II: Атака клонов                                    | Номинация |
| Outstanding Visual Effects in a Visual Effects Driven Motion Picture                | 2004    | • Пираты Карибского моря: Проклятие «Чёрной жемчужины»                       | Номинация |
| Outstanding Visual Effects in a Visual Effects Driven Motion Picture                | 2006    | • Звёздные войны. Эпизод III: Месть ситхов                                   | Номинация |
| Best Single Visual Effect of the Year                                               | 2006    | • Звёздные войны. Эпизод III: Месть ситхов (for the «opening space battle»)  | Номинация |
| Best Single Visual Effect of the Year                                               | 2007    | • Пираты Карибского моря: Сундук мертвеца (for the flying dutchman sequence) | Награда   |
| Outstanding Visual Effects in a Visual Effects Driven Motion Picture                | 2007    | • Пираты Карибского моря: Сундук мертвеца                                    | Награда   |
| Outstanding Visual Effects in a Visual Effects Driven Motion Picture                | 2008    | • Пираты Карибского моря: На краю света                                      | Номинация |
| Best Single Visual Effect of the Year                                               | 2008    | • Пираты Карибского моря: На краю света (for the Jack and Davy duel)         | Номинация |
| Best Single Visual Effect of the Year                                               | 2010    | • Аватар (for Quarich’s escape)                                              | Номинация |
| Outstanding Visual Effects in a Visual Effects-Driven Feature Motion Picture        | 2014    | • Тихоокеанский рубеж                                                        | Номинация |
| Outstanding Visual Effects in a Photoreal Feature                                   | 2017    | • Изгой-один. Звёздные войны: Истории                                        | Номинация |
| Phoenix Film Critics Society Awards                                                 |         |                                                                              |           |
| Лучшие визуальные эффекты                                                           | 2003    | • Звёздные войны. Эпизод II: Атака клонов                                    | Номинация |
| Лучшие визуальные эффекты                                                           | 2004    | • Пираты Карибского моря: Проклятие «Чёрной жемчужины»                       | Номинация |
| Hollywood Film Awards                                                               |         |                                                                              |           |
| Visual Effects of the Year                                                          | 2006    | • Пираты Карибского моря: Сундук мертвеца                                    | Награда   |
| Visual Effects of the Year                                                          | 2013    | • Тихоокеанский рубеж                                                        | Награда   |
| DVD Exclusive Awards (Video Premiere Award)                                         |         |                                                                              |           |
| Лучший аудиокомментарий                                                             | 2001    | • Звёздные войны. Эпизод I: Скрытая угроза                                   | Номинация |

- Медаль прогресса (Королевское фотографическое общество) (1995)
- Медаль прогресса (Фотографическое общество Америки) (2001)